# Alexandre Sigismundo de Neuburgo
Alexandre Sigismundo de Neuburgo (em alemão:  Alexander Sigismund; Neuburgo, 16 de abril de 1663 - Augsburgo, 24 de janeiro de 1737) era um nobre alemão, pertencente ao ramo palatino da Casa de Wittelsbach, que veio a ser Príncipe-Bispo de Augsburgo de 1690 a 1737.

## Biografia
Alexandre Sigismundo nasceu em Neuburgo do Danúbio sendo o quinto filho varão do segundo casamento de Filipe Guilherme, Eleitor Palatino com Isabel Amália de Hesse-Darmstadt. Quando nasceu, seu pai era Duque do Palatinado-Neuburgo, tendo herdado o Eleitorado do Palatinado apenas em 1685.
Desde cedo, Alexandre Sigismundo estava destinado à vida religiosa, e foi enviado para estudar com os jesuítas, primeiro em Neuburgo e, depois, em Dusseldórfia.

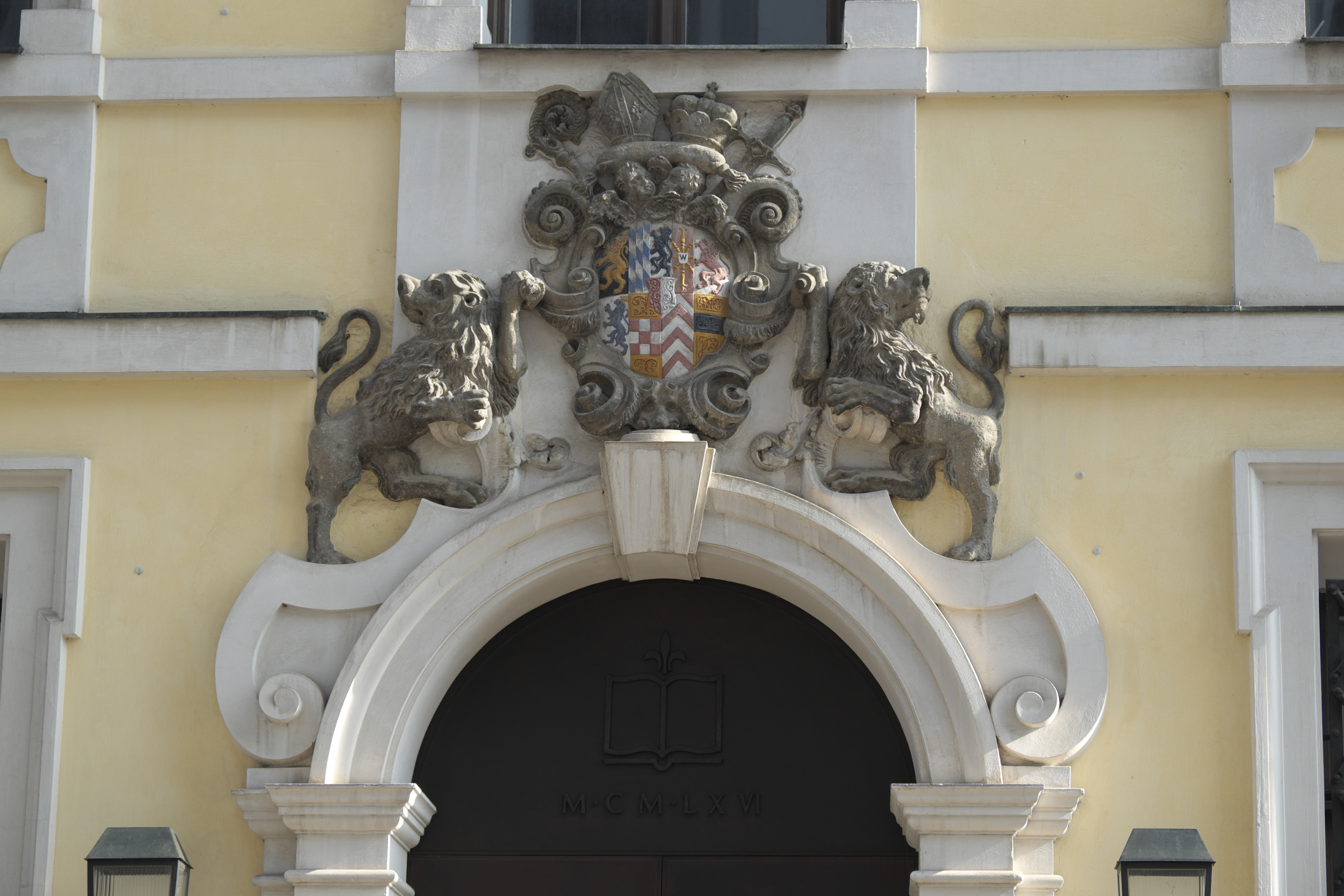
Portal com o Brasão de armas do Príncipe-bispo Alexandre Sigismundo, em Dillingen an der Donau, cidade bávara próxima de Augsburgo.

Foi nomeado Bispo coadjutor do Augsburgo a 10 de fevereiro de 1681, tendo sofrido um grave acidente de equitação em 1688. Foi ordenado padre em 26 de julho de 1689.
O príncipe-bispo de Augsburgo, Johann Christoph von Freyberg-Allmendingen, faleceu em 1 de abril de 1690 e Alexandre Sigismundo sucede-lhe no cargo. O Papa Alexandre VIII confirma essa nomeação a 31 de maio de 1690. Ele foi consagrado como bispo por Marquard Rudolf von Rodt, bispo de Constança, a 18 de junho de 1690.
Em 1714, Alexandre Segismundo sofreu um transtorno mental e, em 11 de junho de 1714, Johann Franz Schenk von Stauffenberg, bispo de Constança, foi nomeado como Bispo-coadjutor . Alexandre Sigismundo recuperou, sendo possível retomar as suas funções de Príncipe-bispo em 1718.
Morreu em Augsburgo em 24 de janeiro de 1737.

## Ascendência
| Títulos da Igreja Católica                               | Títulos da Igreja Católica            | Títulos da Igreja Católica                        |
| -------------------------------------------------------- | ------------------------------------- | ------------------------------------------------- |
| Precedido por Johann Christoph von Freyberg-Allmendingen | Príncipe-Bispo de Augsburgo 1690–1737 | Sucedido por Johann Franz Schenk von Stauffenberg |